# مسجد للا عبلة

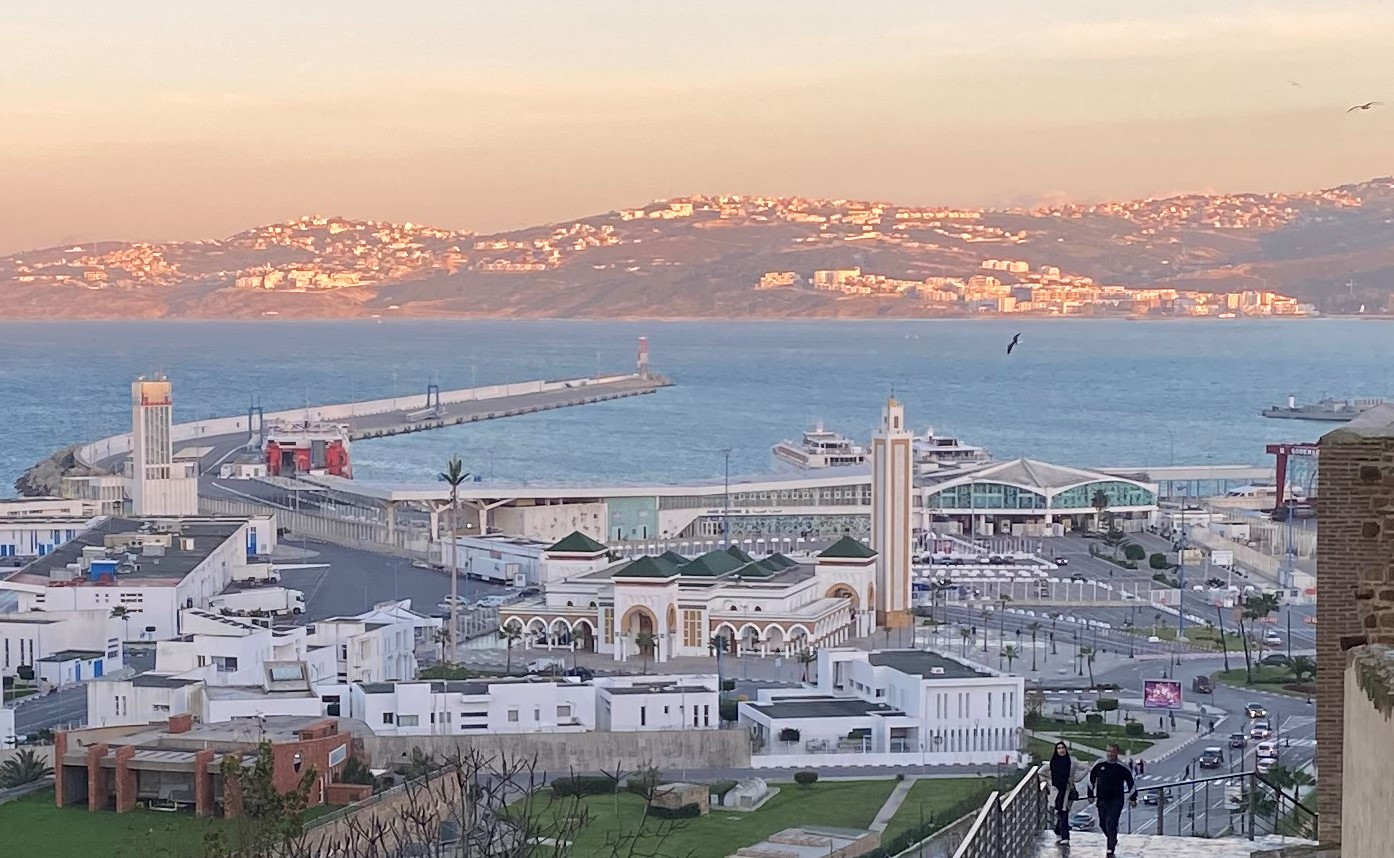
مسجد للا عبلة على ميناء طنجة

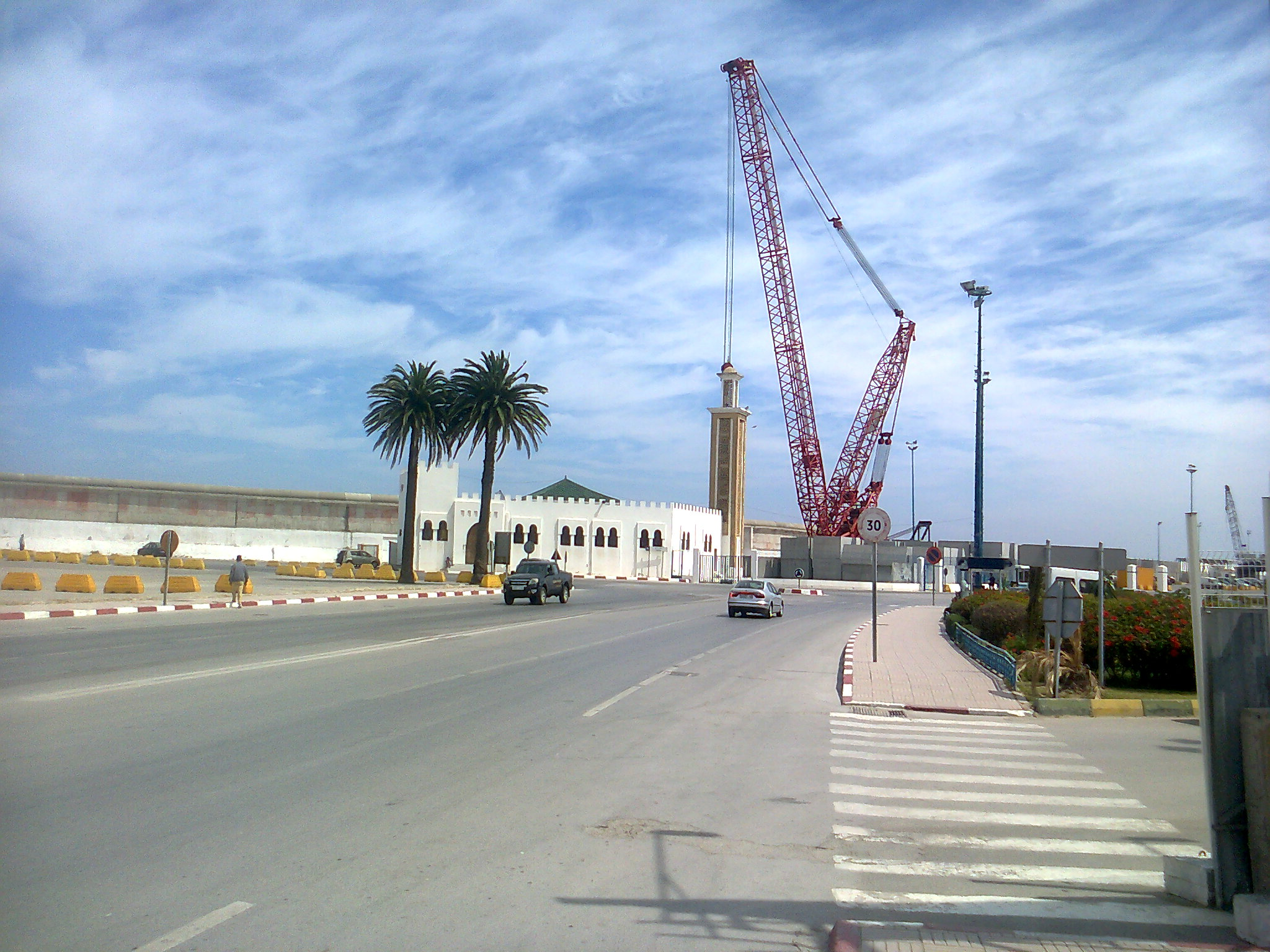
مسجد الميناء قبل الهدم عام 2013.

مسجد للا عبلة، أو مسجد الميناء، هو أحد المساجد الشهيرة في مدينة طنجة في المغرب، شُيّد في عام 2017، بمكان مسجد صغير كان يُعرف باسم مسجد الميناء، أشرف على بناءه الملك محمد السادس. يقع المسجد عند نهاية شارع محمد السادس، بمحاذاة ميناء الصيد البحري الجديد الذي أفتتحه أيضاً في يوليو 2018، قرب المحطة البحرية لميناء طنجة، كلف إنجازه حوالي 26 مليون درهم مغربي، بطاقة استيعابية تبلغ 1900 شخص، على قطعة أرض تبلغ مساحتها حوالي 5712 متر مربع، ويحتوي على قاعتين للصلاة مخصصة واحدة للرجال والأخرى للنساء، ويوجد فيه منزلين، مخصصين للإمام والمؤذن، مع محلات تجارية، وتوجد أمامه ساحة تبلغ مساحتها 2720 متر مربع. سُمي على اسم جدة الملك محمد السادس للا عبلة بنت الطاهر.

## معرض الصور

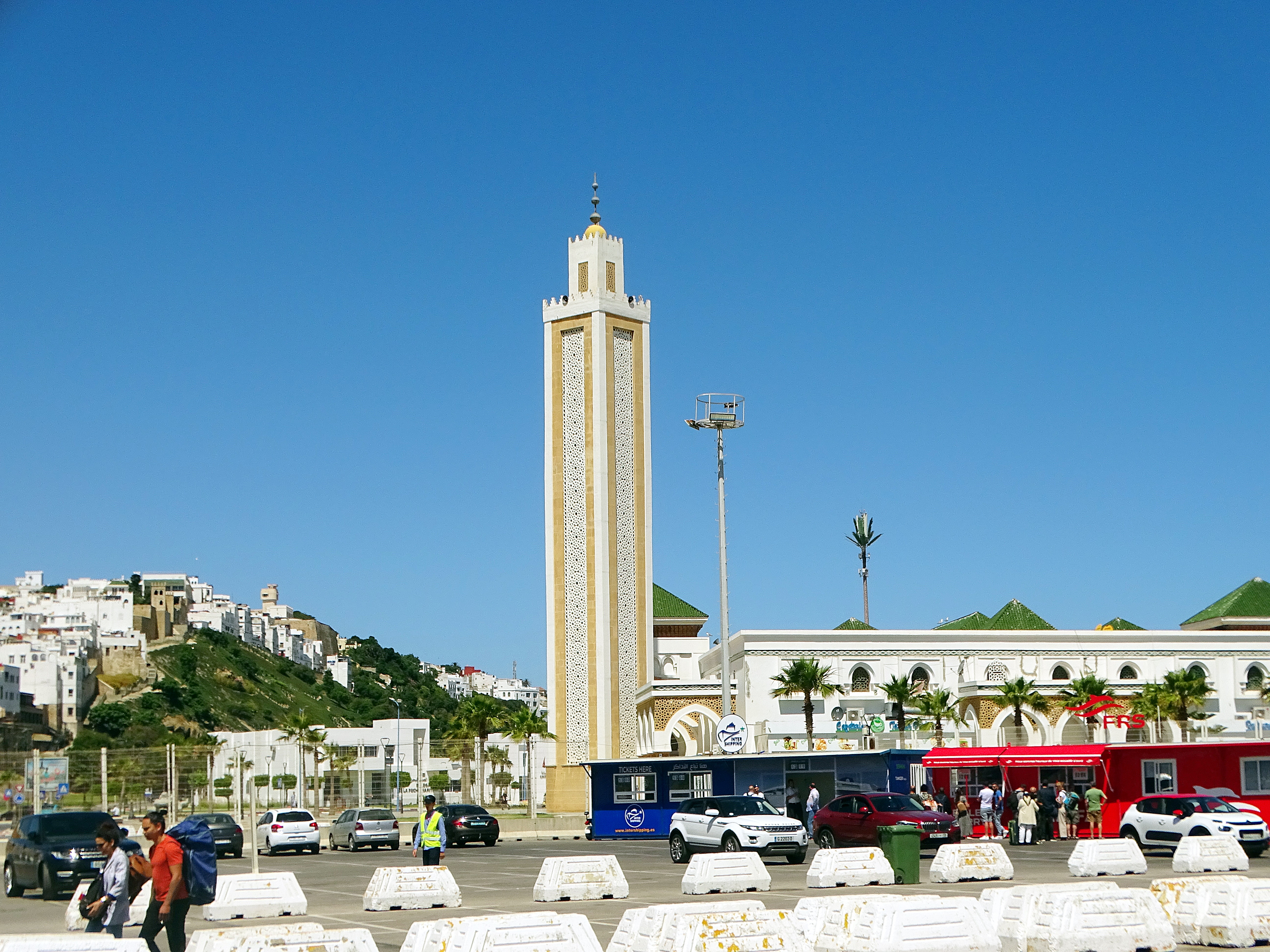
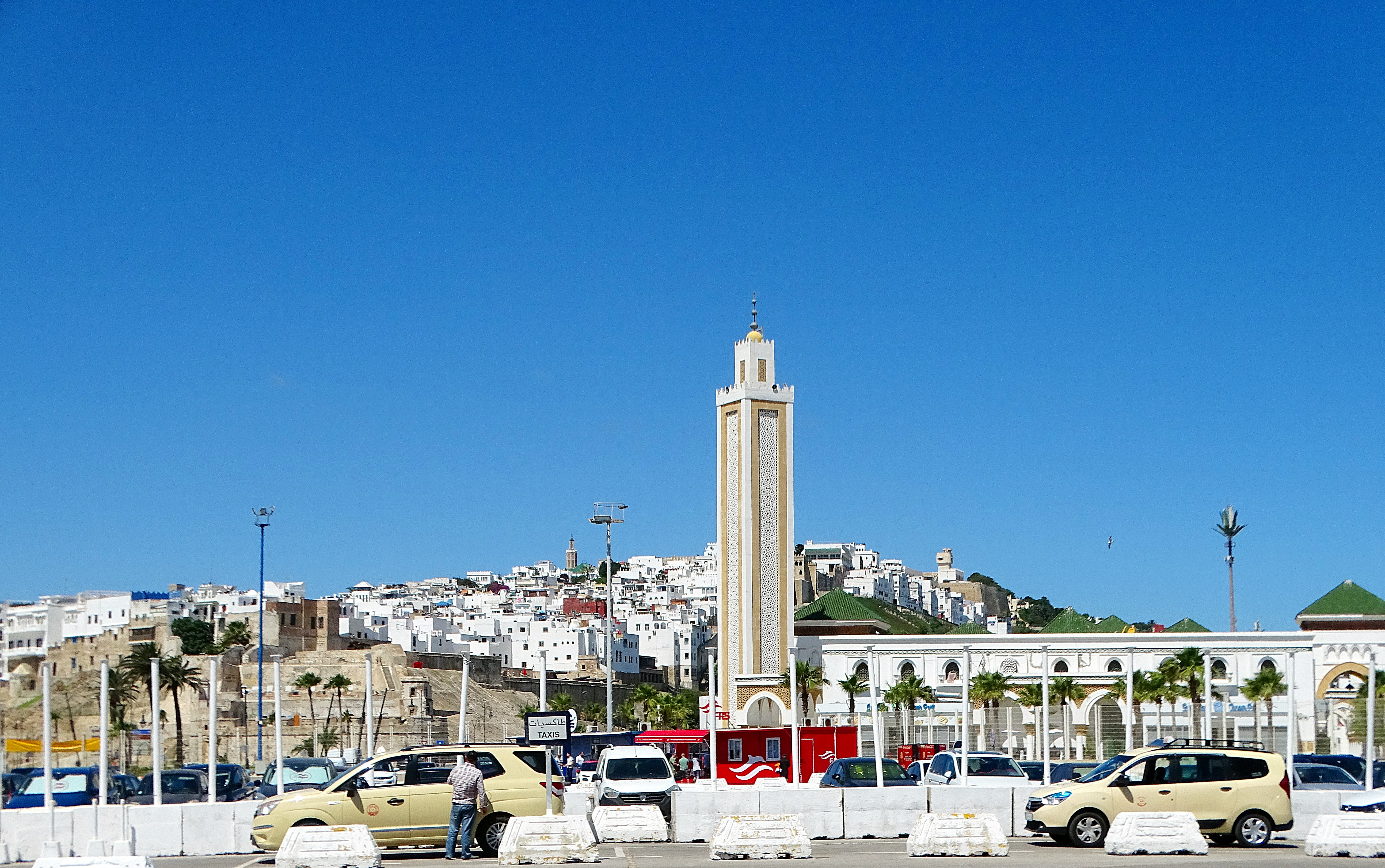
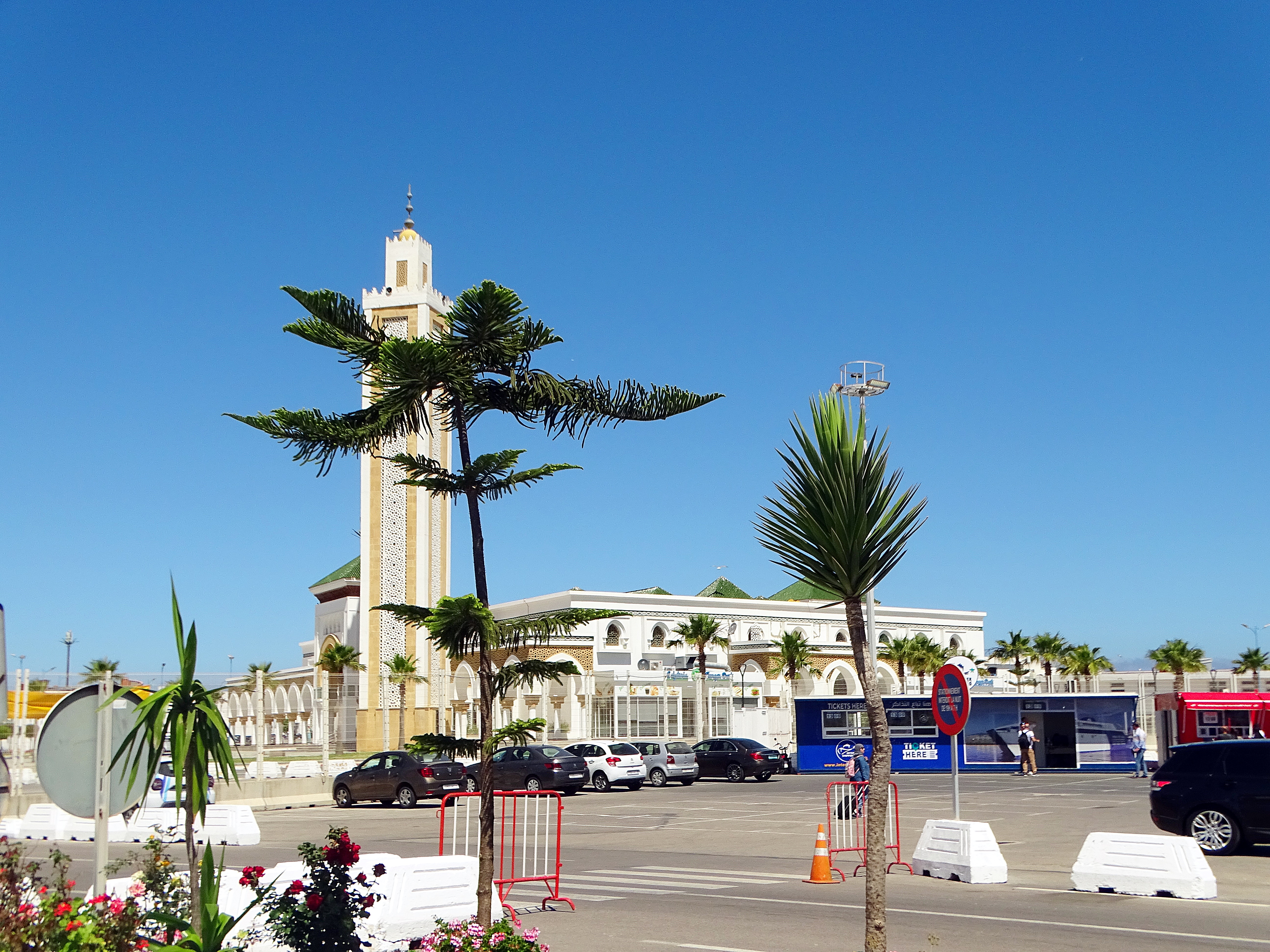
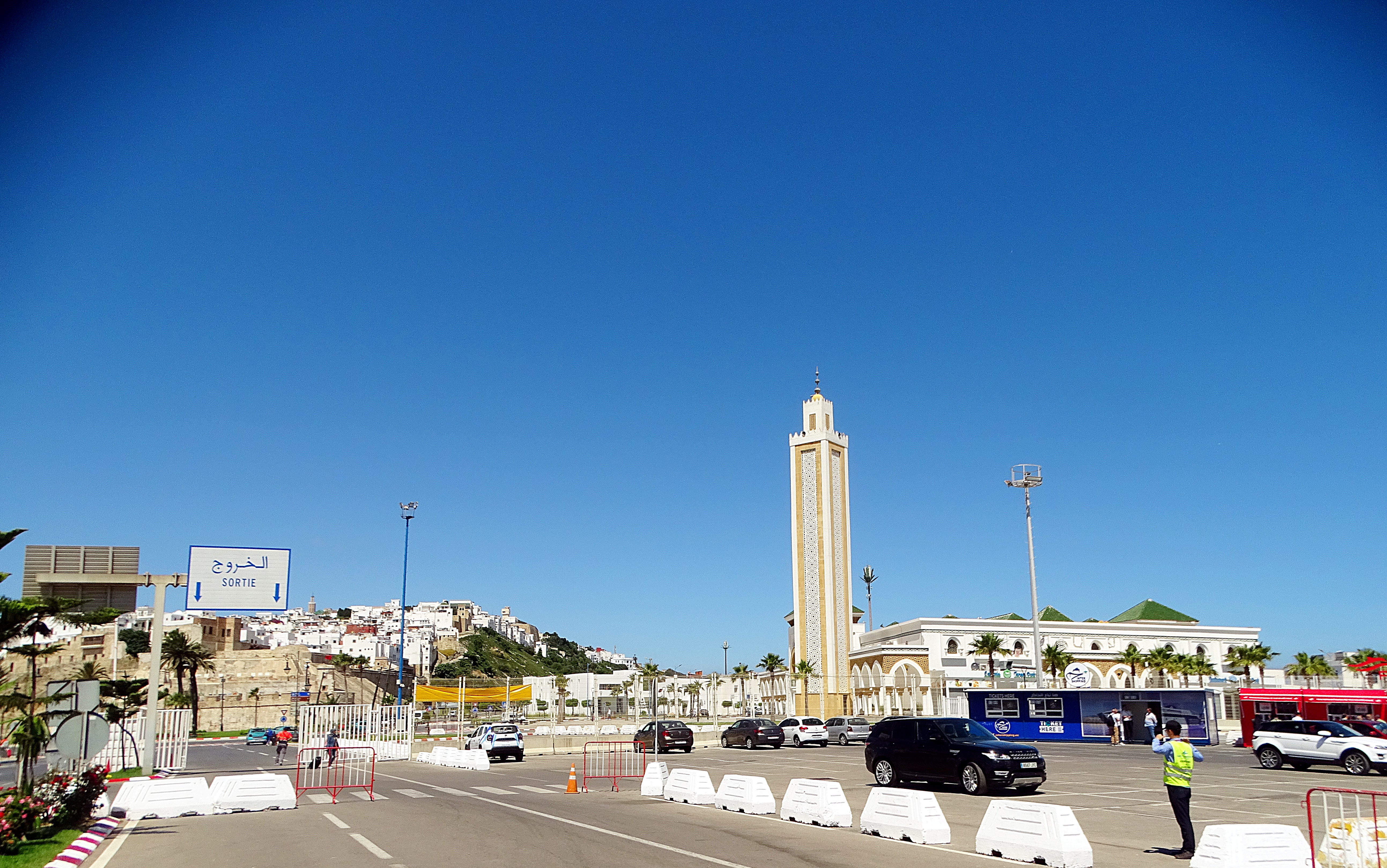
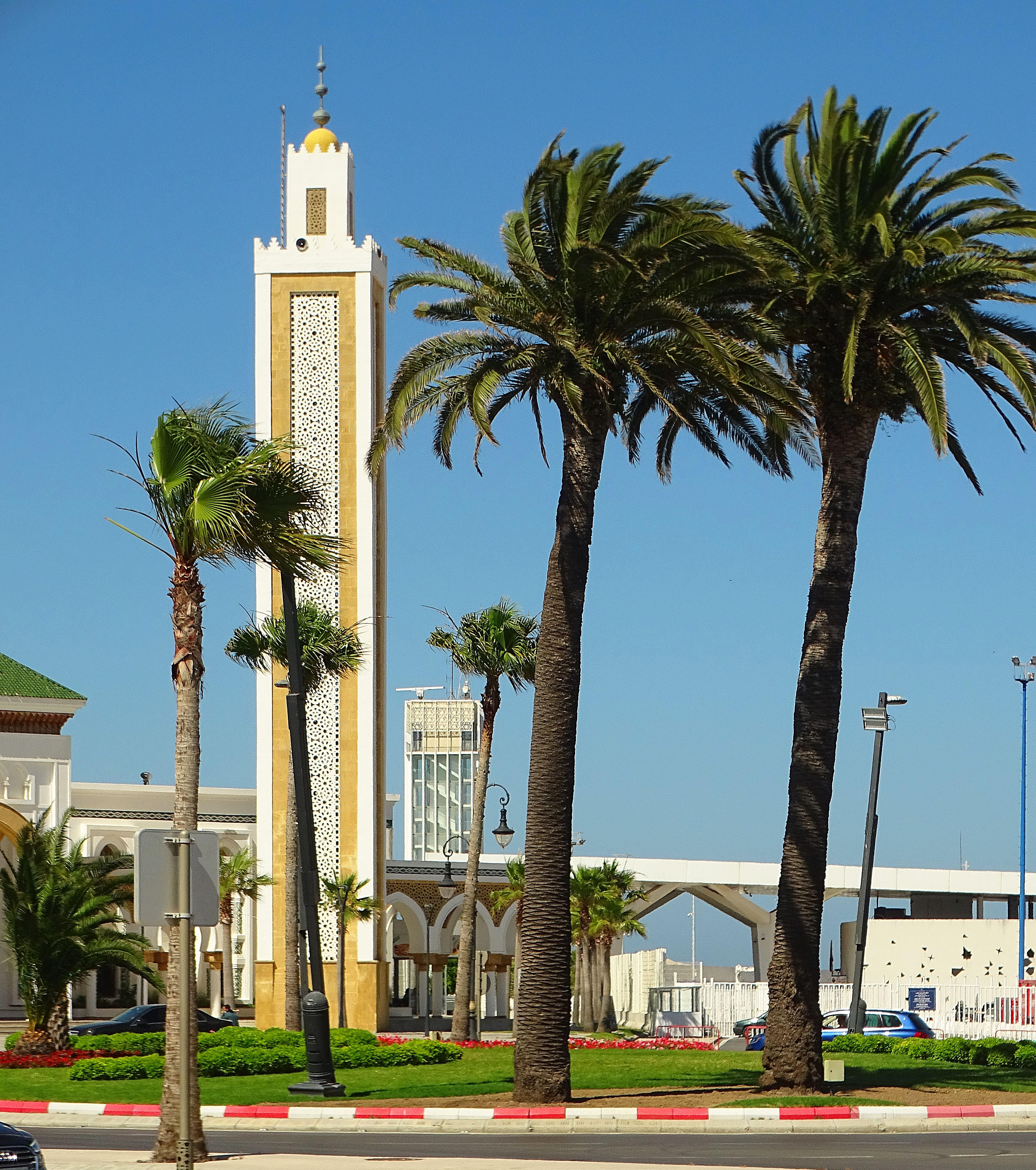
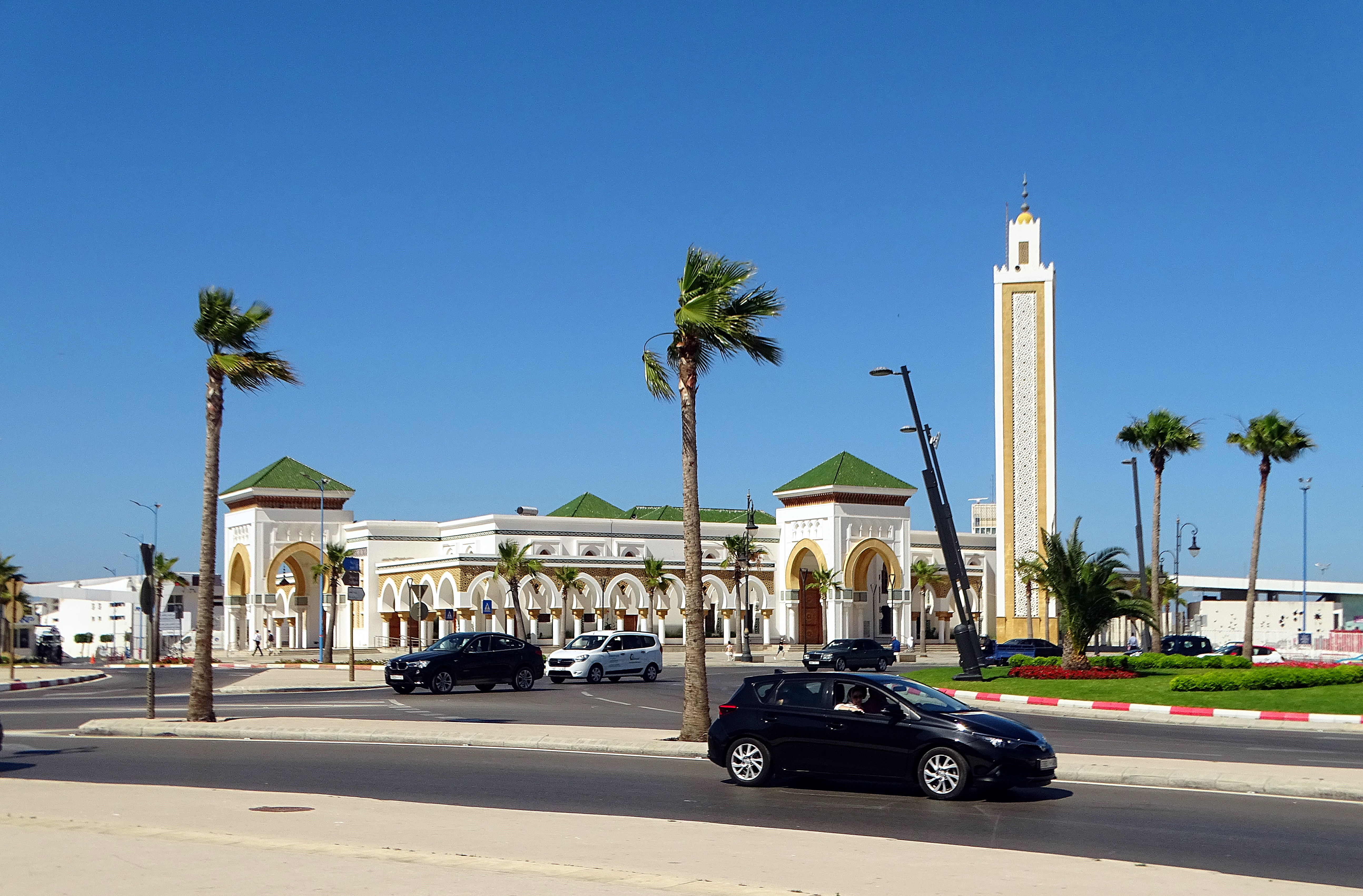

## أنظر أيضا
- مسجد محمد الخامس
- ضريح محمد الخامس
- قائمة مساجد المغرب

## روابط خارجية
- صور للمسجد على موقع Archnet